# Аксаково (Владимирская область)
Аксаково — деревня в Гороховецком районе Владимирской области России, входит в состав Денисовского сельского поселения.

## География
Деревня расположена на берегу речки Куржа (приток Илинды) в 19 км на юго-восток от центра поселения посёлка Пролетарский и в 23 км на юго-запад от Гороховца.

## История
По переписным книгам 1628 года деревня входила в состав Кожинского прихода и значилась за Афанасием Васильевичем Языковым. По переписным книгам 1678 года половина сельца значилось за Яковом Ознобишиным, на этой половине был двор помещиков, 5 дворов крестьянских и 6 бобыльских. 
В XIX — первой четверти XX века деревня входила в состав Кожинской волости Гороховецкого уезда, с 1926 года — в составе Гороховецкой волости Вязниковского уезда. В 1859 году в деревне числилось 18 дворов, в 1905 году — 47 дворов, в 1926 году — 45 дворов.
С 1929 года деревня являлась центром Аксаковского сельсовета Гороховецкого района, с 1940 года — в составе Кожинского сельсовета, с 1959 года — в составе Чулковского сельсовета, с 2005 года в составе Денисовского сельского поселения.

## Население
| 1859 | 1905 | 1926 | 2002 | 2010 | 2021 |
| ---- | ---- | ---- | ---- | ---- | ---- |
| 192  | ↗242 | ↘191 | ↘4   | ↗5   | ↘4   |